# La Roue (métro de Bruxelles)
Pour les articles homonymes, voir La Roue.
La Roue (en néerlandais : Het Rad) est une station de la ligne 5 du métro de Bruxelles située à Bruxelles, sur la commune d'Anderlecht.

## Situation
La station est située sous la chaussée de Mons.
Elle est située entre les stations CERIA et Bizet sur la ligne 5.

## Histoire
Elle a été inaugurée le 15 septembre 2003 en même temps que les stations CERIA, Eddy Merckx et Érasme.

## Service aux voyageurs

### Accès
La station compte deux accès littéralement placés au milieu de la Chaussée de Mons (N6) :
- Accès no 1 : situé côté sud de la station (équipé d'un escalator à proximité) ;
- Accès no 2 : situé côté nord de la station (équipé d'un ascenseur à proximité).

On peut y voir différentes photos du quartier social « La Roue » dont la station porte le nom.

### Quais
La station est de conception particulière, constituée de deux voies encadrant un unique quai central.

### Intermodalité
La station est desservie par les lignes de bus R42, R53, R54, R55, R70, R71 et 144 du réseau De Lijn.

## À proximité
- Un dépôt de bus du réseau De Lijn